# Snæfell (Eyjabakkajökull)
Der Vulkan Snæfell liegt im Hochland im Osten von Island. Er ist mit einer Höhe von 1833 m der höchste Berg Islands, der außerhalb des Vatnajökull liegt.

## Lage
Der Berg befindet sich nördlich des Eyjabakkajökull, der nordöstlichsten Gletscherzunge des Vatnajökull.

## Vulkanismus
Es handelt sich um einen kleinen Zentralvulkan aus Rhyolith und Alkalibasalten, der seit der Eiszeit, die in Island vor 10.000 Jahren endete, nicht mehr aktiv war. Er ist der jüngste Zentralvulkan in Ostisland. Der Berg ist ein Vulkan, der teilweise unter Gletschern der Eiszeit entstanden ist. Über sein Alter herrscht Uneinigkeit bei den Geologen, einige vermuten seine letzten Ausbrüche vor 10.000 Jahren, andere hingegen vor ca. 150.000 Jahren.
Eine Magmakammer befindet sich offensichtlich in einer bemerkenswerten Tiefe von ca. 13 km, welche periodisch gefüllt und verschlossen wurde, was die starke Ausdifferenzierung des Magmas, d. h. die Umwandlung von beträchtlichen Anteilen in Rhyolith, erklärt.
Die laterale Vulkanzone Snæfell - Öræfajökull entspricht in der chemischen Zusammensetzung der Magmen in etwa derjenigen des Torfajökull und könnte damit eine zukünftige Riftzone darstellen.

## Gletscher
Wegen seiner beträchtlichen Höhe liegen auch im Sommer Firnschneefelder auf dem Berg und einige kleine Gletscher reichen bis in die Täler hinunter. Der Gipfel selbst ist nicht vergletschert.

## Erstbesteigung und Bergwandern am Snæfell
Der erste bekannte Versuch zur Besteigung des Berges ging von Sveinn Pálsson aus. Dieser musste wegen einer Wetterverschlechterung jedoch im September 1794 wieder umkehren. Am 11. August 1872 wurde Snæfell schließlich von Guðmundur Snorrason (soweit bekannt) zum ersten Mal bestiegen.
Dass der Berg nicht schwierig zu begehen ist, beweist die Tatsache, dass Sveinn Jónsson im Jahre 1925 sogar zu Pferde hinaufgelangte. Auch fährt man mit Motorschlitten zum Gipfel.
Am Fuße des Snæfell befindet sich im Westen eine Hütte des isländischen Wandervereins. Von ihr aus kann man den Berg besteigen, eine weitere Aufstiegsroute beginnt im Nordosten desselben. Berühmt ist die Aussicht vom Berg in alle Richtungen.

## Rentierweiden
Zu seinen Füßen befand sich das größte zusammenhängende bewachsene Gebiet im isländischen Hochland. Es war ein wichtiger Weidegrund der Rentiere.
Inzwischen liegt dieses Gebiet zu einem beträchtlichen Teil unter dem Stausee Hálslón, der zum Kárahnjúkarstaudamm gehört.